# The Spider (film 1916)
The Spider è un film muto del 1916 diretto da Robert G. Vignola qui al suo primo film da regista per la Famous Players. 
L'attrice protagonista, Pauline Frederick, interpreta sia il ruolo della madre che quello della figlia.

## Trama
Valerie St. Cyr, dopo la rovina finanziaria in cui è coinvolto il marito, lo lascia per andarsene a Parigi con il ricco conte Du Poissy. E lascia, per una vita lussuosa, anche Joan, la sua bambina.
Anni dopo, Joan, diventata grande, lavora come fiorista in un negozio. La bella ragazza attira l'attenzione di St. Saens, un pittore che la vuole come modella. Nello stesso tempo, Valerie - che si è vista rifiutare un ritratto da St. Saens - se ne innamora. Il conte, quando vede Joan, le fa delle avances che la giovane rifiuta. Irritato dalla ripulsa, viene provocato anche da Valerie che gli dice di essere stata insultata dal pittore. Così, per vendicarsi, rapisce la fanciulla. Lottando con lui, Joan lo uccide. Finalmente Valerie si rende conto che quella ragazza non è altri che la figlia che lei ha abbandonato da bambina. Si assume dunque la responsabilità del delitto, venendo condannata alla ghigliottina. Sua figlia non verrà mai a sapere che lei è sua madre.

## Produzione
Il film fu prodotto dalla Famous Players Film Company. La storia venne scritta da William H. Clifford, a capo del dipartimento sceneggiatura dello studio.

## Distribuzione
Distribuito dalla Paramount Pictures, il film uscì nelle sale cinematografiche degli Stati Uniti il 27 gennaio 1916.
Non si conoscono copie ancora esistenti della pellicola che viene considerata presumibilmente perduta.